# Dagmar Hirtz
Pour les articles homonymes, voir Hirtz.
Dagmar Hirtz est une réalisatrice, monteuse et scénariste allemande née à Aix-la-Chapelle le 29 mai 1941.

## Biographie
Elle entreprend des études de musicologie à Munich, mais bifurque vers le montage au milieu des années 1960.
Pour un quart de siècle, elle assure le montage des films de grands réalisateurs allemands, notamment Margarethe von Trotta et Volker Schlöndorff. Elle est lauréate de trois Deutscher Filmpreis du meilleur montage : en 1972 pour le film Trotta de Johannes Schaaf ; en 1979, pour Double Jeu (Der Richter und sein Henker) de Maximilian Schell et en 1990 pour Georg Elser – Einer aus Deutschland de Klaus Maria Brandauer.
Elle passe à la réalisation en 1984 avec Unerreichbare Nähe, dont elle signe également le scénario original, mais ne connaît un véritable succès que dix ans plus tard, en 1994, avec Moondance, son second et dernier film pour le cinéma. Elle réalise ensuite plusieurs téléfilms pour la télévision allemande, dont certains ont été diffusés en France.
En 2006, elle est honorée au Filmplus de Cologne.

## Filmographie

### En tant que monteuse
- 1965 : On murmure dans la ville (Dr. med. Hiob Prätorius) de Kurt Hoffmann
- 1965 : Das Haus in der Karpfengasse de Kurt Hoffmann
- 1966 : Hokuspokus oder: Wie lasse ich meinen Mann verschwinden...? de Kurt Hoffmann
- 1966 : Woyzeck de Rudolf Noelte (téléfilm)
- 1967 : Tatouage de Johannes Schaaf
- 1968 : Le Château (Das Schloß) de Rudolf Noelte
- 1970 : Erste Liebe de Maximilian Schell
- 1971 : Liebe unter siebzehn de Veit Relin
- 1971 : Trotta de Johannes Schaaf
- 1972 : Die Pfarrhauskomödie (de) de Veit Relin
- 1973 : Le Piéton (Der Fußgänger) de Maximilian Schell
- 1975 : Double Jeu (Der Richter und sein Henker) de Maximilian Schell
- 1976 : Ansichten eines Clowns de Vojtěch Jasný
- 1977 : Der Mädchenkrieg de Alf Brustellin et Bernhard Sinkel
- 1978 : Scènes de la vie d'un propre à rien de Bernhard Sinkel
- 1979 : Légendes de la forêt viennoise (Geschichten aus dem Wienerwald) de Maximilian Schell
- 1980 : Sonntagskinder de Michael Verhoeven
- 1980 : Egon Schiele, enfer et passion (Egon Schiele - Exzesse) de Herbert Vesely
- 1981 : Malou de Jeanine Meerapfel
- 1981 : Les Années de plomb (Die bleierne Zeit) de Margarethe von Trotta
- 1982 : Krieg und Frieden, documentaire de Stefan Aust et Axel Engstfeld
- 1983 : L'Amie (Heller Wahn) de Margarethe von Trotta
- 1984 : Marlene, documentaire de Maximilian Schell
- 1984 : Unerreichbare Nähe
- 1986 : Rosa Luxemburg (Die Geduld der Rosa Luxemburg) de Margarethe von Trotta
- 1986 : SDI Krieg der Krieg de Monica Maurer
- 1988 : Ödipussi (de) de Vicco von Bülow
- 1988 : Himmelsheim de Manfred Stelzer
- 1989 : Georg Elser – Einer aus Deutschland de Klaus Maria Brandauer
- 1991 : Das serbische Mädchen de Peter Sehr
- 1991 : The Voyager (Homo Faber) de Volker Schlöndorff
- 1992 : Les Vaisseaux du cœur (Salt on Our Skin) de Andrew Birkin
- 1994 : Moondance
- 1997 : Through Roses de Jürgen Flimm

### En tant que réalisatrice

#### Au cinéma
- 1984 : Unerreichbare Nähe
- 1994 : Moondance

#### À la télévision
- 1997 : Die Konkurrentin
- 2000 : Devenir belle-mère (Schwiegermutter)
- 2000 : Küss mich, Frosch
- 2000 : Le prince Grenouille (Der Tod ist kein Beweis)
- 2001 - 2004 : Bella Block (de) (série télévisée - 2 épisodes)
- 2002 : Der Tod ist kein Beweis
- 2004 : Papa à plein temps (Der Mustervater - Allein unter Kindern)
- 2006 : Sie ist meine Mutter
- 2007 : Je ne voulais pas tuer ! (Ich wollte nicht töten)
- 2007 : Der Mustervater 2 - Opa allein zu Haus
- 2008 : Der Kriminalist (série télévisée - 2 épisodes)
- 2009 : Mein Mann, seine Geliebte und ich
- 2010 : Die Hebamme - Auf Leben und Tod
- 2012 : Herzversagen

### En tant que scénariste
- 1984 : Unerreichbare Nähe
- 1973 : Le Piéton (Der Fußgänger) de Maximilian Schell